# Cratere Gruemberger
Gruemberger è un cratere lunare di 91,5 km situato nella parte sud-occidentale della faccia visibile della Luna, a circa 25 km a nord-nordovest del grande cratere Moretus, mentre a nord si trova l'enorme cratere Clavius. Lungo il bordo orientale del cratere Gruemberger è presente il piccolo cratere Cysatus. A causa della sua posizione prossima al terminatore esso appare distorto dalla prospettiva, anche se ha una forma relativamente circolare.
Questo cratere ha subito una costante erosione da impatti minori, che hanno arrotondato e consumato il bordo e le pareti interne. La superficie interna è segnata da impatti significativi che l'hanno ricoperta di materiali espulsi (ejecta) e sono presenti molti piccoli crateri lungo la parete interna. Il cratere 'Gruemberger A' si trova lungo la parete interna in direzione ovest-sudovest.
Il cratere è dedicato all'astronomo austriaco Christoph Grienberger.

## Crateri correlati
Alcuni crateri minori situati in prossimità di Gruemberger sono convenzionalmente identificati, sulle mappe lunari, attraverso una lettera associata al nome.
| Gruemberger | Coordinate            | Diametro (in km) |
| ----------- | --------------------- | ---------------- |
| A           | 67°30′00″S 12°12′36″W | 18,9             |
| B           | 64°34′48″S 9°09′00″W  | 28,66            |
| C           | 65°54′S 15°24′W       | 9,51             |
| D           | 68°21′00″S 14°40′48″W | 5,41             |
| E           | 63°49′12″S 7°19′12″W  | 7,84             |
| F           | 63°01′48″S 6°25′48″W  | 6,56             |